# Полота (герб)
Полота або Вус (пол. Połota, Wąs, Wąsowicz) — польський та український шляхетський герб, походив від української козацької старшини часів Речі Посполитої та Гетьманщини. 
Цей герб носили понад 10 українських шляхетських родів в Речі Посполитій та Російській імперії: Палії, Полотинські, Помаранські, Помаські, Пототинські, Шума, Шумейки, Вус (Вонс), Вусовичі (Вонсовичі) та інші.

## Опис герба
У червоному полі срібна рука, пронизана стрілкою, тримає палаючий смолоскип.
Нагорі дві срібні вежі з червоними дахами, палаючими.
Червоні лабрадори, вишиті сріблом.
Є варіанти гербу з баштами в коштовностях, які стають червоними і не горять. Крім того є рука з рукавом.

## Історія
Найдавніші письмові посилання зустрічаємо в наданні цього герба шляхтичу Валентину Вусовичу (Вонсовичу) від 1 січня 1580 року.